# Partit Comunista de Belarús
El Partit Comunista de Belarús (en belarús: Камуністычная партыя Беларусі ) ( en rus: Коммунистическая партия Беларуси) és un partit polític de Belarús. Va ser creat l'any 1996 i el seu secretari general és Igor Karpenko.
El 15 de juliol de 2006 el KPB va anunciar que formaria una aliança amb el Partit de l'Esquerra-Un Món Just. Mentre que el PCB recolza el govern i les polítiques del president de Belarús, Aleksandr Lukaixenko, el PE-UMJ és un dels majors partits opositors del país. D'acord amb Sergey Kalyakin, líder del PE-UMJ, la reunificació dels dos partits formaria part d'un complot destinat a eliminar la presència del PE-UMJ.
El PCB manté bones relacions amb altres partits comunistes de la regió i del món, no és així en el cas del PE-UMJ, que es considera pro-occidental. Els comunistes belarussos compten amb 6 diputats en la Cambra de Representants de Belarús i 17 representants en el Consell de la República de Belarús, en la legislatura compresa entre els anys 2012 i 2016.

## Resultats electorals

### Legislatives
| Any  | Lider             |             |             |             |          |     | Pos. | Govern        |
| Any  | Lider             | Vots        | %           | ± pp        | Escons   | +/– | Pos. | Govern        |
| ---- | ----------------- | ----------- | ----------- | ----------- | -------- | --- | ---- | ------------- |
| 2000 | Viktor Chikin     | Sense dades | Sense dades | Sense dades | 6 / 110  | Nou | 1er  | Suport extern |
| 2004 | Tatsyana Holubeva | 334,383     | 5.31        | Nou         | 8 / 110  | 2   | =    | Suport extern |
| 2008 | Tatsyana Holubeva | 229,986     | 4.27        | 1.04        | 6 / 110  | 2   | =    | Suport extern |
| 2012 | Tatsyana Holubeva | 141,095     | 2.69        | 1.58        | 3 / 110  | 3   | =    | Suport extern |
| 2016 | Igor Karpenko     | 380,770     | 7.40        | 4.71        | 8 / 110  | 5   | =    | Coalició      |
| 2019 | Aliaksiej Sokal   | 559,537     | 10.62       | 3.22        | 11 / 110 | 3   | =    | Coalició      |
| 2024 | Aliaksiej Sokal   | Sense dades | Sense dades | Sense dades | 7 / 110  | 4   | 3r   | Coalició      |